# Dzikie trzciny
Dzikie trzciny (fr. Les roseaux sauvages, ang. Wild Reeds) – francuski dramat filmowy z 1994 roku w reżyserii André Téchinégo. Studium psychologiczne młodzieńczej miłości i dorastania, docenione nagrodami za reżyserię, scenariusz i aktorstwo.
Film jest rozbudowaną wersją jednej z części powstałego w tym samym roku miniserialu telewizyjnego pt. Tous les garçons et les filles de leur âge... (Wszyscy młodzi w ich wieku...), w którym André Téchiné wspomina czasy młodości. Część ta nosi tytuł Le chêne et le roseau (Dąb i trzcina).

## Nominacje i nagrody
- 1994:

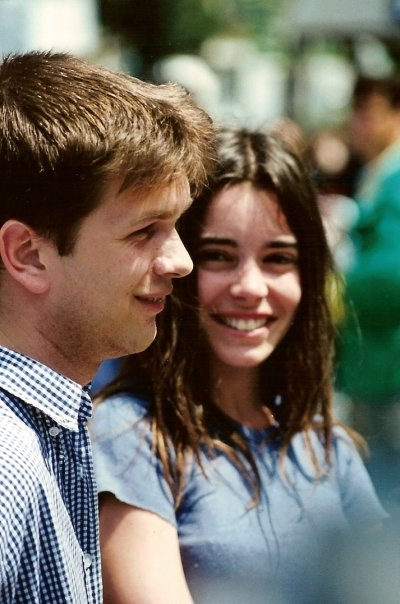
Gaël Morel i Élodie Bouchez promujący ten film na Festiwalu Filmowym w Cannes w roku 1994

  - André Téchiné – Prix Louis-Delluc
- 1995:
  - Élodie Bouchez – César dla najbardziej obiecującej aktorki
  - André Téchiné – César dla najlepszego reżysera
  - André Téchiné, Gilles Taurand i Olivier Massart – César za najlepszy scenariusz
  - André Téchiné – César za najlepszy film
  - Michèle Moretti – nominacja do Césara w kategorii najlepsza aktorka drugoplanowa
  - Frédéric Gorny – nominacja do Césara w kategorii najbardziej obiecujący debiut
  - Gaël Morel – nominacja do Césara w kategorii najbardziej obiecujący debiut
  - Stéphane Rideau – nominacja do Césara w kategorii najbardziej obiecujący debiut
  - Los Angeles Film Critics’ Association Award (USA) dla filmu zagranicznego
  - New York Film Critics Circle Award (USA) dla filmu zagranicznego
  - najlepszy film Festiwalu Kina Francuskiego w Warszawie
- 1996:
  - National Society of Film Critics Award (USA) dla filmu zagranicznego

## Fabuła
Prowincjonalna Francja w roku 1962, koniec lata. Francuzi prowadzą wojnę w Algierii, która tylko słabym echem odbija się w miasteczku. Czworo licealistów wchodzi w wiek dorastania, budzenia się uczuć i umysłów. Melancholijny maturzysta François (Gaël Morel) poznaje w internacie Algierczyka Serge'a (Stéphane Rideau). Między tymi dwoma zupełnie różnymi osobowościami nawiązuje się przyjaźń. François odkrywa w sobie, że przyjaźń przerodziła się w uczucie, którego wcześniej nie znał. Chłopcy spędzają noc, która jednak dla Serge'a stanowi tylko przygodę. Serge'a w rzeczywistości pociąga Maïte (Élodie Bouchez), bliska przyjaciółka François i córka hiszpańskiej nauczycielki-komunistki.
Relacje w tym trójkącie uczuć komplikuje pojawienie się Henriego (Frédéric Gorny), repatrianta z Algierii, radykalnego w poglądach politycznych, który przywozi ze sobą nienawiść. Uważa on Francuzów za zdrajców i komunistów. Henri zarówno we François jak i w Maïte wzbudza pewne uczucia. Zmusza trójkę przyjaciół Maïté, Serge i François do konfrontacji z ich własnymi pragnieniami. Czwórka przyjaciół staje przed koniecznością określenia tak swoich uczuć, jak i poglądów politycznych.
Narracja filmu poprowadzona jest w intymny sposób. Nasuwa skojarzenia z Kroniką wypadków miłosnych Andrzeja Wajdy – wojna, młodzieńcza miłość, dojrzewanie, wątki autobiograficzne autora. André Téchiné zawarł w filmie własne wspomnienia: Najbardziej zależało mi na oddaniu smaku życia z lat młodości. Tamtego słońca, wiatru, deszczu – słodyczy dni na południu, a sam film jest przemieszaniem ideologii i cielesności. Filmowa postać François to właściwie alter ego reżysera.